# Atletica leggera ai Giochi della XXIII Olimpiade - Lancio del giavellotto femminile

Video della gara

Il lancio del giavellotto ha fatto parte del programma femminile di atletica leggera ai Giochi della XXIII Olimpiade. La competizione si è svolta nei giorni 5-6 agosto 1984 al «Memorial Coliseum» di Los Angeles.

## Presenze ed assenze delle campionesse in carica
| Competizione      | Atleta              | Prestazione | Los Angeles 1984 |
| ----------------- | ------------------- | ----------- | ---------------- |
| Olimpiadi 1980    | María Caridad Colón | 68,40 m     | Cuba assente     |
| Commonwealth 1982 | Sue Howland         | 64,46 m     | Assente          |
| Europei 1982      | Anna Verouli        | 70,02 m     | Presente         |
| Asiatici 1982     | Emi Matsui          | 60,52 m     | Presente         |
| Panamericani 1983 | María Caridad Colón | 63,76 m     | Cuba assente     |
| Mondiali 1983     | Tiina Lillak        | 70,82 m     | Presente         |

1. ↑  Per il boicottaggio.

## Atlete assenti a causa del boicottaggio
Nota: le prestazioni sono state ottenute nell'anno olimpico.
| Primatista stagionale      | 74,72 | 5 maggio  | Petra Felke   |
| Seconda delle tedesche est | 72,16 | 5 maggio  | Antje Zöllkau |
| Campionessa Olimpica       | 69,96 | 17 giugno | Maria Colón   |

## La gara
Il piatto è pronto per la campionessa del mondo e primatista mondiale (74,76), la finlandese Tiina Lillak: le atlete dell'Est sono rimaste a casa, deve solo concentrarsi e fare un lancio vicino ai 70 metri, per sicurezza.

La bionda Lillak invece scaglia l'attrezzo a 69 metri. Sono sufficienti per migliorare il record olimpico, ma la misura non la mette al sicuro per la vittoria: le altre atlete sono vicine. Infatti la finlandese viene infilata dalla britannica Sanderson che, con 69,56 si porta a casa l'oro.

## Risultati

### Turno eliminatorio
Qualificazione60,00 m
Dieci atlete ottengono la misura richiesta. Ad esse vanno aggiunti i 2 migliori lanci, fino a 59,00 m.

La miglior prestazione appartiene a Fatima Whitbread (GBR) con 65,30 m.

La campionessa europea, Anna Verouli (Gre), non è riuscita a qualificarsi alla finale.

### Finale
Stadio «Memorial Coliseum», lunedì 6 agosto.
| Pos | Paese       | Atleta           | Misura  |
| --- | ----------- | ---------------- | ------- |
|     | Regno Unito | Teresa Sanderson | 69,56 m |
|     | Finlandia   | Tiina Lillak     | 69,00 m |
|     | Regno Unito | Fatima Whitbread | 67,14 m |